# Aphaniotis ornata
Espèce
Synonymes
- Japalura ornata Lidth De Jeude, 1893
- Japalura nasuta Werner, 1900

Aphaniotis ornata est une espèce de sauriens de la famille des Agamidae.

## Répartition
Cette espèce est endémique de Bornéo. Elle se rencontre au Sabah en Malaisie orientale et au Kalimantan en Indonésie.

## Publication originale
- Lidth De Jeude, 1893 : On reptiles from North Borneo. Notes from the Leyden Museum, vol. 15, no 3, p. 250-257 (texte intégral).